# Nowy Targ (województwo pomorskie)
Nowy Targ (niem. Neumark) – wieś w Polsce w województwie pomorskim, w powiecie sztumskim, w gminie Stary Targ. W latach 1975–1998 miejscowość położona była w województwie elbląskim.
Miejscowość zamieszkują w znacznej mierze rolnicy. We wsi znajduje się m.in. zakład produkcyjny funkcjonującego od 1985 przedsiębiorstwa „Daniel” produkującego głównie drabiny, a także dwa sklepy oraz świetlica. W Nowym Targu istnieje również niewielki cmentarz (pochowano tu m.in. Zofię Ciechanowską, zwaną przez miejscową ludność „patronką młodzieży”, która w wieku 23 lat poniosła śmierć w 1924; była ona działaczką Towarzystwa Katolickiej Młodzieży Polskiej w Prusach Wschodnich).
W pobliżu miejscowości znajduje się Jezioro Rozlewisko. Ponadto pod Nowym Targiem znajduje się jezioro podziemne, które za pomocą nowoczesnej hydroforni zaopatruje znaczną część gminy.

## Historia
Wieś otrzymała lokację na prawie chełmińskim w 1336 od wielkiego mistrza krzyżackiego Dietricha von Altenburga. Znane jest też imię pierwszego sołtysa – Hermann. Około 1340 wybudowano mały kościół pod wezwaniem św. Rocha. Wieś królewska położona była w I Rzeczypospolitej w województwie malborskim. Nowy Targ był siedzibą parafii (w skład której wchodziły także Kątki, Krastudy i Minięta), jednak w II połowie XVII wieku została ona wcielona w skład parafii w Starym Targu.
Słownik Geograficzny (tom VII, Warszawa 1886) podaje: niem. Neumark, dok. Neuwermarkt 1336, Newmark 1403, wieś z 22 wybudowaniami w Pomezanii, pow. Sztumski, st. P. Mikołajki, ma szkołę kat. i kościół fil., należący do Starego Targu, par. ew. Sztum, okr. urz. Stanu cywil. Krastudy. Obejmuje 4303 mr., 161 budynki, 63 dm., 751 km., 699 katolików, 37 ewangelików. R. 1452 nadaje w. mistrz Dyteryk z Altenburga sołtysowi 68 włók chełm. Celem założenia wsi. Sołtys dostaje 6,5 wolnych włók, proboszcz 3,5. Każdy gbur ma od włóki 3 wiadrunki zakonowi, a proboszcz 1 korzec płacić żyta i owsa. Sołtys ma być wolny od czynszu, a za 0,5 włóki, którą odstąpi księdzu i od mesznego. Murowany kościół katolicki istniał tu już w 1642 r.; była i nowa szkoła, ale brakło jeszcze nauczyciela. Za czasów Rzpltej Nowy Targ należał do sstwa sztumskiego a r. 1565 trzymali go czemowie.
Nowy Targ zamieszkiwała w większości ludność polska, ale podczas plebiscytu w 1920 padło na listę polską niecałe 50% głosów. Wierni swojemu narodowi Polacy zawiązali filię Związku Polaków w Niemczech oraz oddział towarzystwa młodzieży. Już w 1913 czynna była we wsi biblioteczka prowadzona przez Ciechanowskiego, zaś w latach trzydziestych przez robotnika Franciszka Piaseckiego. 19 sierpnia 1930, wzorem szkoły w Starym Targu, otwarto tu (oprócz szkoły niemieckiej) polską szkołę.
Liczba uczniów polskiej szkoły w latach przedwojennych wynosiła: 1930 – 10, 1931 – 8, 1932 – 7, 1933 – 17, 1934 – 14, 1935 – 13, 1936 – 7, 1937 – 7, 1938 – 8, 1939 – 7. Po wojnie dzieci polskie przeniosły się do budynku byłej szkoły niemieckiej, gdzie nauczanie kontynuowano nieprzerwanie do końca roku szkolnego 1998/1999 (ostatnim dyrektorem była Teresa Szreder). Na skutek reorganizacji uczniów przeniesiono do Szkoły Podstawowej im. Franciszka Jujki w Starym Targu, a budynek po trzech latach sprzedano.
W 1924 doszło w miejscowości do nagonki Niemców na Polaków. Przed II wojną światową w Nowym Targu, oprócz kościoła i szkół, znajdowało się kilka sklepów, dwie karczmy, cegielnia, masarnia, poczta oraz posterunek policji. W 1945 wieś była ostrzeliwana przez żołnierzy radzieckich. Od 1945 miejscowość przynależy do Polski. W okresie PRL miała charakter rolniczo-robotniczy, znajdowała się tam filia PGR.

## Zabytki
Według rejestru zabytków NID na listę zabytków wpisane są:
- kościół filialny pw. św. Rocha, 1340; XIX, nr rej.: A-1377 z 25.03.1993
- cmentarz przy kościele, nr rej.: j.w.

## Kościół św. Rocha

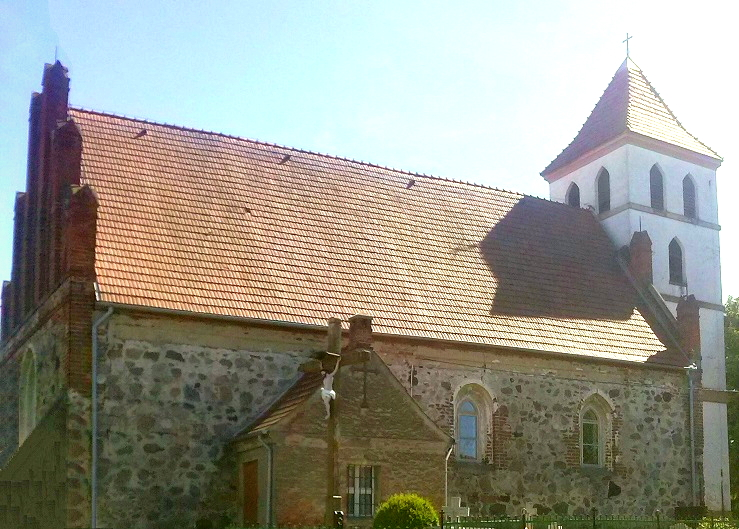
Kościół św. Rocha w Nowym Targu

Dominującą budowlą w położonym wśród morenowych wzgórz jest zbudowany w 1336 z granitowych głazów narzutowych filialny kościół pod wezwaniem św. Rocha, a wcześniej Wszystkich Świętych. Kościół wewnątrz posiada salowy kształt i płaski drewniany strop. Na początku XIX wieku wieżę drewnianą zastąpiono murowaną. Oprócz głazów narzutowych zastosowano do jego budowy cegłę obramującą okna, portale i szczyt wschodni dekorowany pięcioma ostrołucznymi blendami i sześcioma filarami. Bryła kościoła jest prosta i surowa: bez oszkarpowań i dobudówek, z wyjątkiem kruchty od południa i dobudowanej w pierwszej połowie XIX wieku wieży zachodniej, nakrytej czterospadowym dachem namiotowym. Niewielka zakrystia mieści się w północnej ścianie i jest od zewnątrz prawie niezauważalna. 
Barokowy ołtarz główny z 1753 poświęcony jest zarówno św. Rochowi, jak i Wszystkim Świętym. W partiach malowanych widoczna jest Trójca Święta, Maryja, Mojżesz, Piotr i Paweł, a także św. Agnieszka, św. Wawrzyniec i tłumek świętych biskupów, księży oraz zakonników. Z lewej strony prezbiterium, w barokowym obramowaniu, znajduje się gotycka Madonna z połowy XV wieku. Po przeciwległej stronie wizerunek św. Rocha – jednego z Orędowników – z otwartą raną na nodze (św. Rocha uznano za patrona chorych na choroby zakaźne). Na południowej stronie mieści się barokowy ołtarz z wizerunkiem św. Mikołaja. Występuje w towarzystwie trzech dziewczynek, jako że według legendy miał wyposażyć w wiano trzy kobiety. W przedsionku znajduje się chrzcielnica, najprawdopodobniej średniowieczna, która pełni rolę kropielnicy. 
Wokół kościoła mieszczą się groby Polaków, Niemców oraz zamordowanych żołnierzy. Najstarsze nagrobki pochodzą z początku XX wieku.
Ponadto we wsi znajdują się dwa przydrożne krzyże, które stawiane były jako podziękowania za otrzymane łaski lub prośby o pomoc.

## Partnerstwo
26 maja 2017 doszło w Starym Targu do podpisania porozumienia o współpracy partnerskiej gminy Stary Targ – z wiodącą rolą sołectwa Nowy Targ – z podhalańskim miastem Nowy Targ.